# Te Busqué
Te Busqué – piosenka pop autorstwa kanadyjskiej piosenkarki Nelly Furtado, kolumbijskiego muzyka Juanesa oraz Lestera Mendeza, na trzeci studyjny album Furtado, Loose (2006). Utwór wykonywany jest z Juanesem i został wydany jako pierwszy singel w Hiszpanii i jako czwarty w Ameryce Łacińskiej oraz Niemczech i Holandii. W dwóch ostatnich krajach singel ukazał się dnia 20 lipca 2007.

## Historia
Nelly Furtado tekst piosenki napisała do utworu stworzonego przez Lestera Mendeza, jednak artystce nie spodobała się melodia przyszłego singla i jego wersy napisane w języku angielskim oraz zwrotki stworzone w języku hiszpańskim. Furtado po skonsultowaniu się ze swoim przyjacielem Juanesem wynegocjowała, aby ten razem z wokalistką zmienili tekst utworu. Mężczyzna zgodził się i razem wylecieli z Meksyku do Toronto, gdzie nowy tekst stworzyli w ciągu dwóch dni. W utworze Juanes gra na gitarze akustycznej i elektrycznej.
Singel został wydany dnia 8 lipca 2006 w Hiszpanii na tamtejszej wersji strony internetowej iTunes Store jako pierwszy singel z albumu Loose (2006) w Hiszpanii. Główną przyczyną wydania piosenki „Te Busqué” w Hiszpanii było niewydanie w tamtym kraju dwóch poprzednich singli Furtado „Maneater” i „Promiscuous”, które zostały nagrane w tonacji rytmicznej R&B oraz hip-hop i odniosły sukces w Europie i Stanach Zjednoczonych. W Chile utwór został wydany jako drugi singel z krążka Loose (2006), po No Hay Igual, gdzie zajął miejsce w pierwszej dwudziestce tamtejszej listy przebojów. Piosenka nieoficjalnie ukazała się w Stanach Zjednoczonych zajmując miejsce #24 na liście przebojów Billboard Latin Pop Airplay.

## Formaty i listy utworów singla
Singiel CD #1 (Niemcy)
1. „Te Busqué”
2. „Te Busqué” (pełna hiszpańska wersja)

Singiel CD #2 (Niemcy)
1. „Te Busqué”
2. „Te Busqué” (pełna hiszpańska wersja)
3. „Runaway”
4. „Say It Right” (remiks reggae)

## Pozycje na listach
| Lista przebojów (2006/2007)     | Najwyższa pozycja |
| ------------------------------- | ----------------- |
| Ameryka Łacińska Singles Chart  | 7                 |
| Austria Singles Chart           | 35                |
| Chile Singles Chart             | 11                |
| Holandia Top 40                 | 4                 |
| Luksemburg Airplay Chart        | 7                 |
| Meksyk Singles Airplay          | 38                |
| Niemcy Singles Charts           | 16                |
| USA Billboard Latin Pop Airplay | 24                |